# Limnophyes palleocestus
Limnophyes palleocestus är en tvåvingeart som beskrevs av Wang och Ole Anton Saether 1993. Limnophyes palleocestus ingår i släktet Limnophyes och familjen fjädermyggor.
Artens utbredningsområde är Sichuan (Kina). Inga underarter finns listade i Catalogue of Life.